# Sascha Thielert
Sascha Thielert (* 25. Januar 1980) ist ein deutscher Fußballschiedsrichter und -assistent.

## Leben
Thielert lebt in Buchholz in der Nordheide und ist Kaufmann für Bürokommunikation und Geschäftsführer der Blue Gas GmbH in Hamburg. Er ist seit 2005 DFB-Schiedsrichter und pfeift für den TSV Buchholz 08. Sein Landesverband ist der Hamburger FV.
Thielert ist seit der Saison 2006/07 Assistent in der 1. Bundesliga, als Schiedsrichter kam er bis zur Saison 2010/11 in der 2. Bundesliga, sowie bis zur Saison 2015/16 in der 3. Liga, zum Einsatz. Mittlerweile ist er spezialisierter Assistent und ist bei Großteilen seiner Spiele an der Seite von Patrick Ittrich unterwegs. Am 11. Dezember 2019 kam er beim UEFA-Champions-League-Spiel zwischen dem FC Brügge und Real Madrid (1:3) zum Einsatz.
| 1. Bundesliga | 2. Bundesliga | 3. Liga | DFB-Pokal |
| ------------- | ------------- | ------- | --------- |
| 303           | 114           | 25      | 44        |

| 1. Bundesliga | 2. Bundesliga | 3. Liga | DFB-Pokal |
| ------------- | ------------- | ------- | --------- |
| 0             | 24            | 9       | 2         |

Stand: 31. Oktober 2024